# Notholca caudata
Notholca caudata är en hjuldjursart som beskrevs av Carlin 1943. Notholca caudata ingår i släktet Notholca och familjen Brachionidae. Arten är reproducerande i Sverige. Inga underarter finns listade i Catalogue of Life.